# ان‌جی‌سی ۱۵۴
ان‌جی‌سی ۱۵۴ (انگلیسی: NGC 154) نام یک کهکشان در صورت فلکی نهنگ است.